# Liga a IV-a Iași
Liga a IV-a Iași este principala competiție fotbalistică din județul Iași, organizată de Asociația Județeană de Fotbal (AJF) Iași, situată în al patrulea eșalon al sistemului de ligi al fotbalului românesc.
Competiția este disputată de un număr variabil de echipe, în funcție de numărul echipelor retrogradate din Liga a III-a, al celor promovate din Liga a V-a Iași, precum și al echipelor care se retrag sau se înscriu în competiție. Campioana poate sau nu să promoveze în Liga a III-a, în funcție de rezultatul barajului de promovare disputat împotriva campioanei dintr-o serie județeană vecină.

## Istoric
În 1968, în urma noii reorganizări administrative și teritoriale a țării, fiecare județ a înființat propriul campionat de fotbal, integrând echipele din fostele campionate regionale, precum și echipele care evoluau anterior în competițiile orășenești și raionale. Proaspăt înființatul Campionat Județean Iași a fost pus sub autoritatea nou-înființatului Consiliu Județean pentru Educație Fizică și Sport (CJEFS) Iași.
De atunci, structura și organizarea Ligii a IV-a Iași, la fel ca în cazul multor alte campionate județene, au suferit numeroase schimbări. Între 1968 și 1992, principala competiție județeană a fost cunoscută sub numele de Campionatul Județean. Între 1992 și 1997, a fost redenumită Divizia C – Faza Județeană, apoi Divizia D, începând cu anul 1997, iar din 2006 este cunoscută ca Liga a IV-a.

## Lista campioanelor

### Campionatul Regional Iași
| Ed. | Sezon   | Campioană                                            |
| --- | ------- | ---------------------------------------------------- |
| 1   | 1951    | Dinamo Iași                                          |
| 2   | 1952    | Locomotiva Pașcani                                   |
| 3   | 1953    | Locomotiva Pașcani                                   |
| 4   | 1954    | Flamura Roșie Iași                                   |
| 5   | 1955    |                                                      |
| 6   | 1956    | Energia Metalul Bârlad                               |
| 7   | 1957–58 | Constructorul Iași                                   |
| 8   | 1958–59 | Progresul Vaslui                                     |
| 9   | 1959–60 | Penicilina Iași                                      |
| 10  | 1960–61 | Penicilina Iași                                      |
| 11  | 1961–62 | Moldova Iași                                         |
| 12  | 1962–63 | Rulmentul Bârlad                                     |
| 13  | 1963–64 | Constructorul Iași                                   |
| 14  | 1964–65 | Unirea Negrești                                      |
| 15  | 1965–66 | Gloria Bârlad                                        |
| 16  | 1966–67 | Medicina Iași                                        |
| 17  | 1967–68 | Penicilina Iași (Seria I) Unirea Negrești (Seria II) |

### Campionatul Județean Iași
| Ed.                  | Sezon                | Campioană            |
| Campionatul Județean | Campionatul Județean | Campionatul Județean |
| -------------------- | -------------------- | -------------------- |
| 1                    | 1968–69              | ITI Iași             |
| 2                    | 1969–70              | ITA Pașcani          |
| 3                    | 1970–71              | Constructorul Iași   |
| 4                    | 1971–72              | Terom Iași           |
| 5                    | 1972–73              | Constructorul Iași   |
| 6                    | 1973–74              | Șoimii Iași          |
| 7                    | 1974–75              | Spicul Țigănași      |
| 8                    | 1975–76              | Nicolina Iași        |
| 9                    | 1976–77              | Viitorul Hârlău      |
| 10                   | 1977–78              | Recolta Ruginoasa    |
| 11                   | 1978–79              | ASA Iași             |
| 12                   | 1979–80              | Tepro Iași           |
| 13                   | 1980–81              | Integrata Pașcani    |
| 14                   | 1981–82              | Tehnoton Iași        |
| 15                   | 1982–83              | Voința Lețcani       |
| 16                   | 1983–84              | Tepro Iași           |
| 17                   | 1984–85              | Fortus Iași          |
| 18                   | 1985–86              | Tepro Iași           |
| 19                   | 1986–87              | Aurora Târgu Frumos  |
| 20                   | 1987–88              | Fortus Iași          |
| 21                   | 1988–89              | Tepro Iași           |
| 22                   | 1989–90              | Loctrans Iași        |
| 23                   | 1990–91              | Tepro Iași           |
| 24                   | 1991–92              | Metalul Podu Iloaiei |

| Ed.                        | Sezon                      | Campioană                  |
| Divizia C – Faza Județeană | Divizia C – Faza Județeană | Divizia C – Faza Județeană |
| -------------------------- | -------------------------- | -------------------------- |
| 25                         | 1992–93                    | CFR Tepro Iași             |
| 26                         | 1993–94                    | Mobila Iași                |
| 27                         | 1994–95                    | Foresta Ciurea             |
| 28                         | 1995–96                    | Viitorul 94 Hârlău         |
| 29                         | 1996–97                    | Fortus Iași                |
| Divizia D                  |                            |                            |
| 30                         | 1997–98                    | RATC Iași                  |
| 31                         | 1998–99                    | CFR Citadin Iași           |
| 32                         | 1999–00                    | Viitorul Pașcani           |
| 33                         | 2000–01                    | RATC Iași                  |
| 34                         | 2001–02                    | Viitorul 94 Hârlău         |
| 35                         | 2002–03                    | Mobila Iași                |
| 36                         | 2003–04                    | Politehnica Unirea Iași II |
| 37                         | 2004–05                    | Viitorul Târgu Frumos      |
| 38                         | 2005–06                    | Spicul Țigănași            |
| Liga a IV-a                |                            |                            |
| 39                         | 2006–07                    | Iris Iași                  |
| 40                         | 2007–08                    | Iris Iași                  |
| 41                         | 2008–09                    | Rapid Dumești              |
| 42                         | 2009–10                    | Rapid Dumești              |
| 43                         | 2010–11                    | Rapid Dumești              |
| 44                         | 2011–12                    | Rapid Dumești              |
| 45                         | 2012–13                    | Rapid Dumești              |
| 46                         | 2013–14                    | Rapid Dumești              |

| Ed. | Sezon   | Campioană         |
| --- | ------- | ----------------- |
| 47  | 2014–15 | Unirea Mircești   |
| 48  | 2015–16 | Siretul Lespezi   |
| 49  | 2016–17 | Unirea Mircești   |
| 50  | 2017–18 | Victoria Lețcani  |
| 51  | 2018–19 | Moldova Cristești |
| 52  | 2019–20 | Unirea Mircești   |
| –   | 2020–21 | Nu s-a disputat   |
| 53  | 2021–22 | Flacăra Erbiceni  |
| 54  | 2022–23 | Moldova Cristești |
| 55  | 2023–24 | USV Iași          |
| 56  | 2024–25 | Moldova Cristești |

1. ↑  Nu s-a disputat din cauza Pandemiei de COVID-19 din România.[14]